# Le più belle canzoni di Loretta Goggi (1986)
Le più belle canzoni di Loretta Goggi è una raccolta di  Loretta Goggi, pubblicata nel 1986.

## Il disco
L'album raccoglie 10 brani estratti dagli album Il mio prossimo amore e Pieno d'amore, entrambe pubblicati dalla WEA Italiana, nel periodo in cui la cantante era passata a pubblicare dischi con la Fonit Cetra. Il disco è stato pubblicato nel 1986 in due edizioni, dapprima in formato LP ed MC con numero di catalogo 24 0883-1 e successivamente ristampato con il codice 24 0883-3 e nel 1989 in CD in due versioni, la prima con codice 24 0883-2 e la seconda con il codice 2292 40883-2.
Anche questa raccolta, analogamente all'uscita di un'altra nello stesso periodo, Il bello della Goggi, fu pubblicata sull'onda del grande successo ottenuto dalla Goggi con la trasmissione Il bello della diretta che la cantante conduceva in quel periodo su Rai 1, quando la cantante era passata alla casa discografica Fonit Cetra. Nello stesso periodo infatti era stato pubblicato il primo album con questa label, dal titolo C'è poesia..
L'album non è mai stato ristampato in digitale, seppure tutti i brani presenti al suo interno siano stati pubblicati nelle versioni digitali degli album di appartenenza e in altre compilation sia su supporto fisico che digitale.
Nel 2005 è stata pubblicata una raccolta dallo stesso titolo per la Warner Strategic Marketing Italy ma con una tracklist differente.

## Tracce
1. Maledetta primavera
2. Solito amore
3. Ora settembre
4. Stralunata Roma
5. E pensare che ti amo
6. Il mio prossimo amore
7. Nun t'allargà
8. Solo un'amica
9. Oceano
10. Pieno d'amore